# Chapelle de Perros-Hamon
La chapelle de Perros-Hamon est située à Ploubazlanec en France, dans l'ancienne commune de Perros-Hamon.

## Localisation
La chapelle est située sur la commune de Ploubazlanec dans le département des Côtes-d'Armor, dans la région Bretagne.

## Description
La chapelle est composée d'une nef, d'un transept et d'un chevet plat. Sur le côté sud, s'élève un porche d'entrée. À l'intérieur, la charpente lambrissée forme voûte. À l'extérieur, la façade ouest présente un pignon couronné d'un clocher et décoré de trois niches abritant chacune une statue posée sur un encorbellement formé d'une pierre sculptée. Une niche se trouve également, avec sa statue, placée dans le pignon du porche, lequel possède également un amortissement sculpté.

## Historique
Elle était une enclave de l'ancien diocèse de Dol en l'évêché de Saint-Brieuc
À l'origine, la célébration des « péris en mer » avait lieu dans la chapelle de Perros-Hamon. Des ex-votos et plaques des marins morts à la Grande pêche ornent toujours le porche sud de la chapelle. Le "mur des disparus" du cimetière de Ploubazlanec s'y est substitué ensuite.
La chapelle est inscrite au titre des monuments historiques par arrêté du 6 mars 1925.

## Galerie

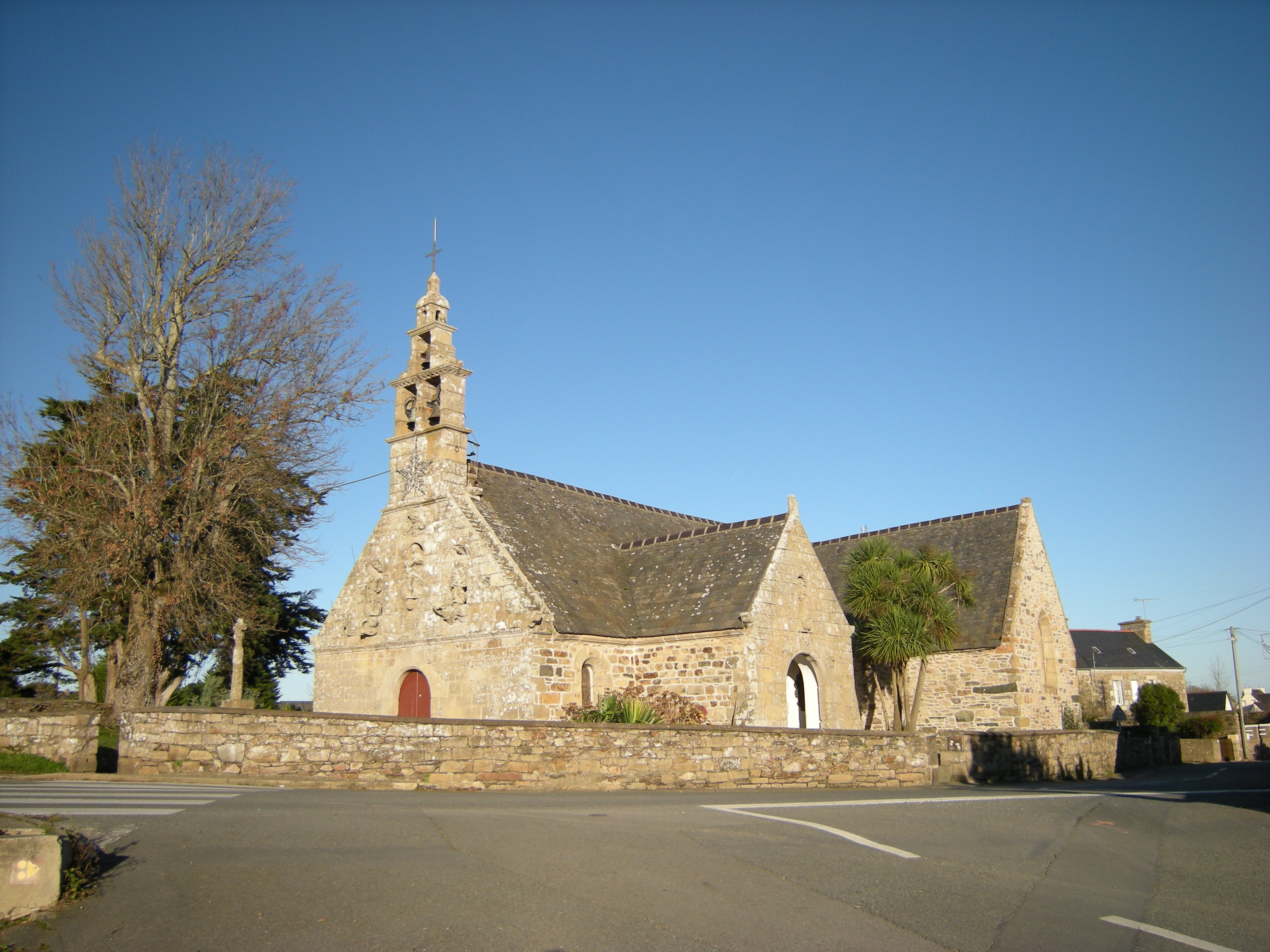
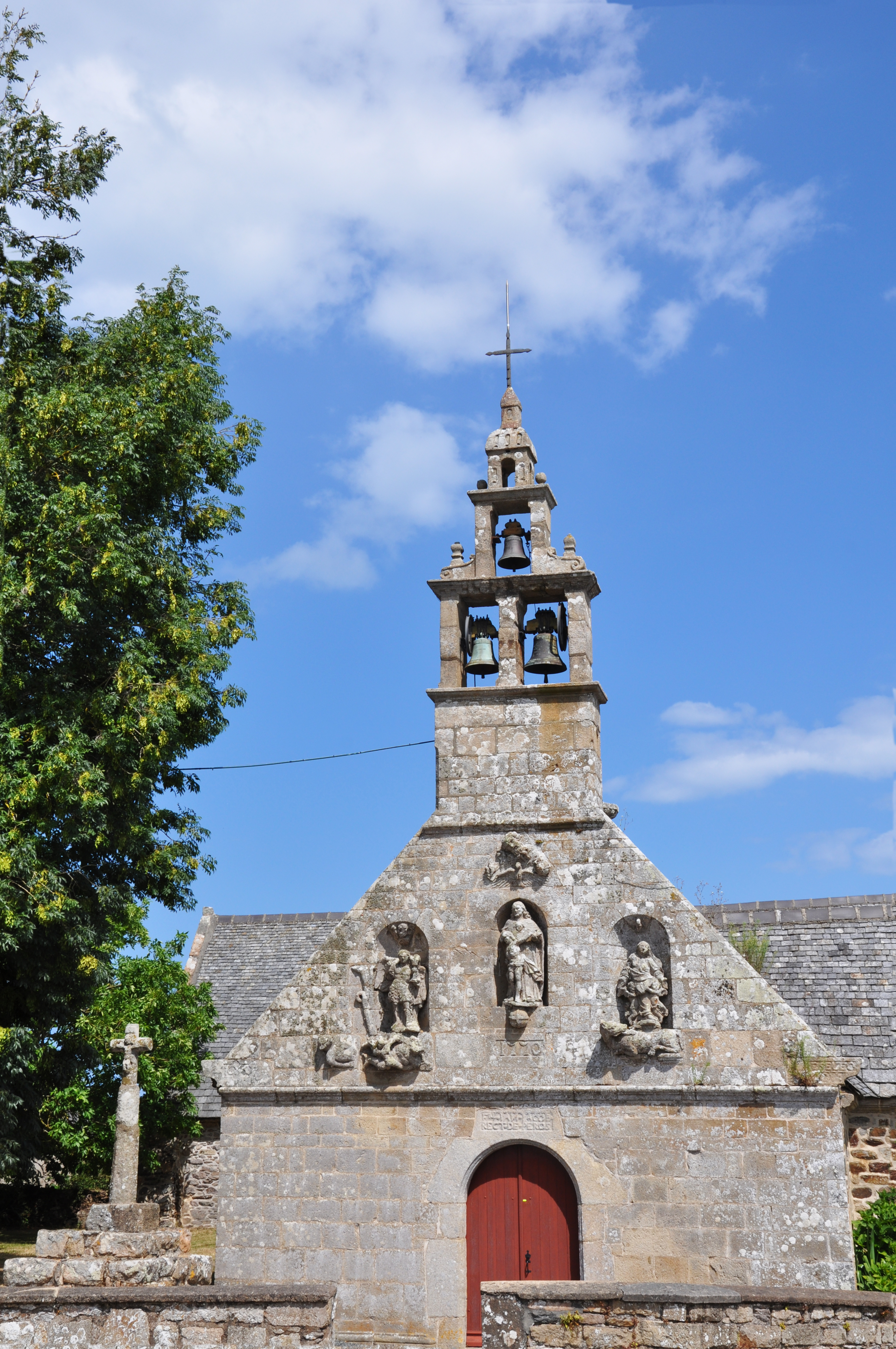
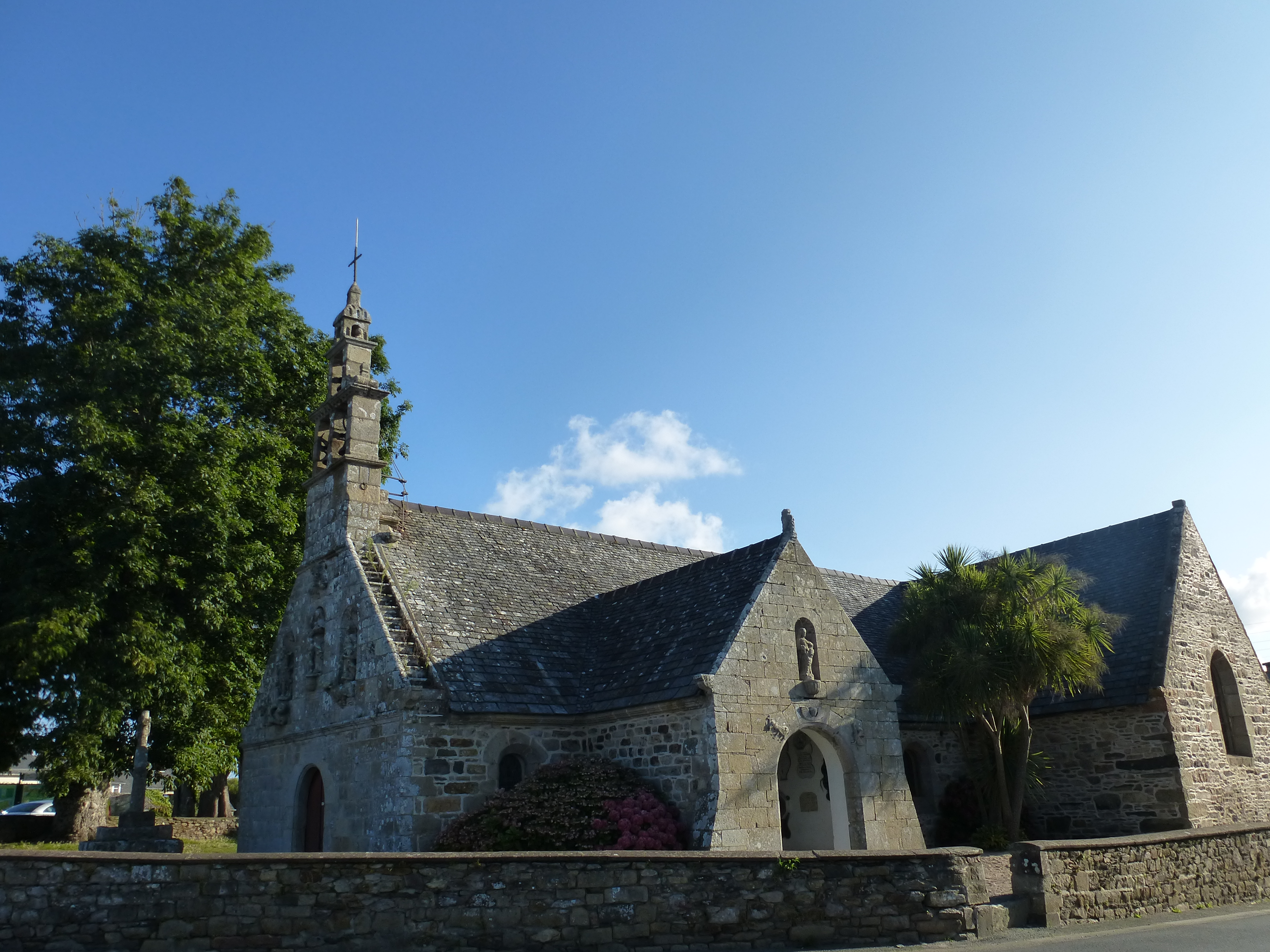
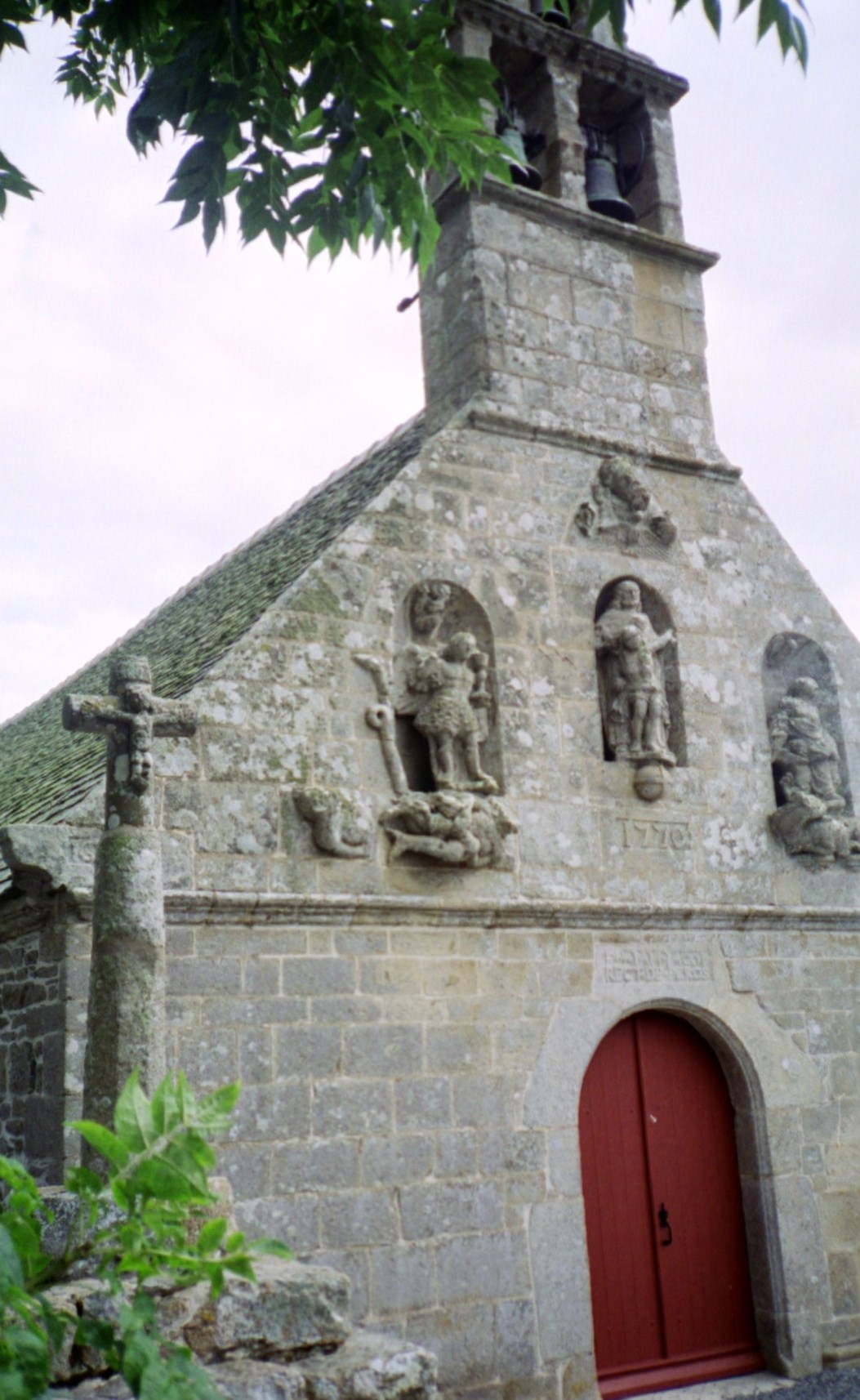
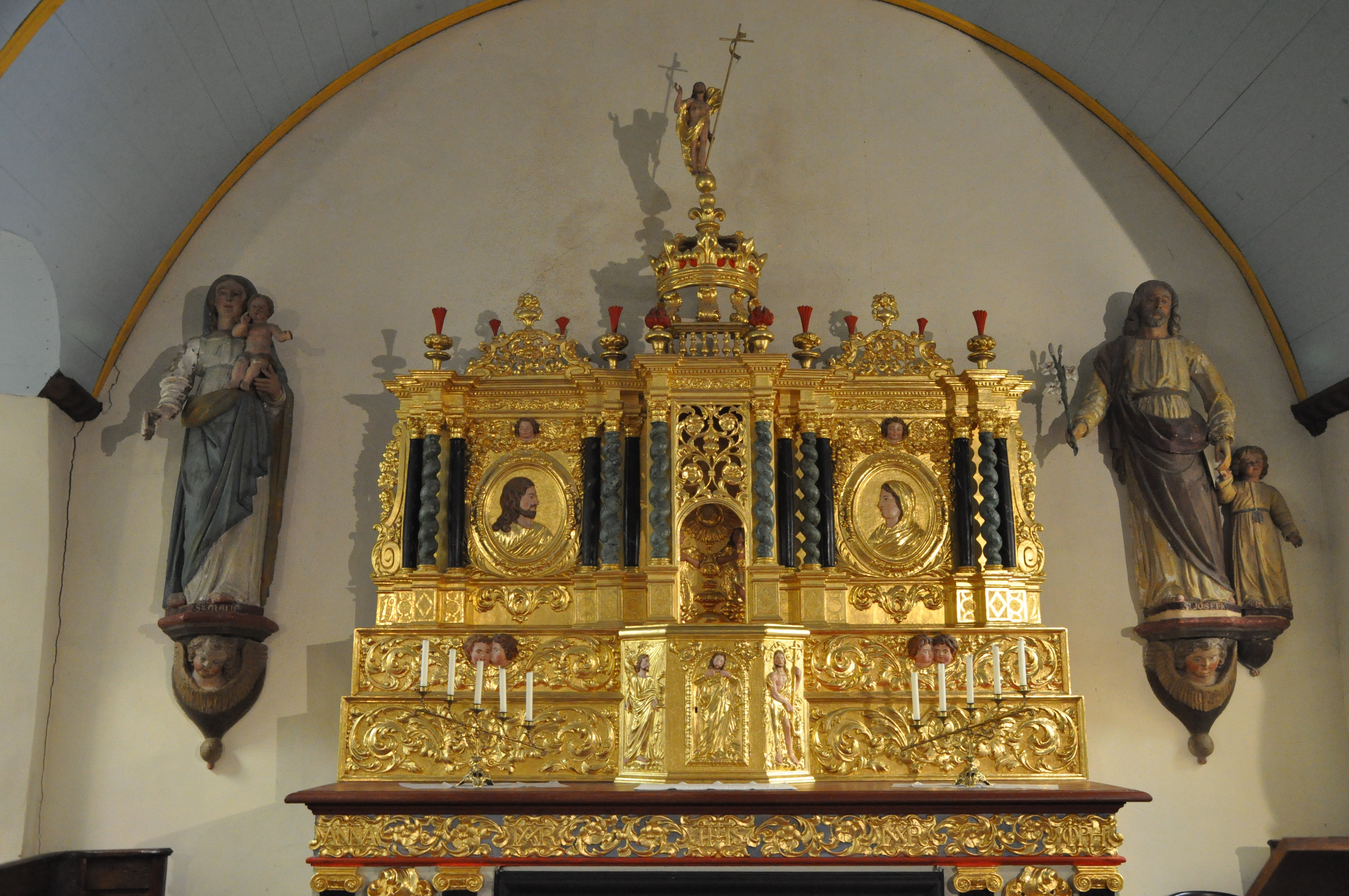
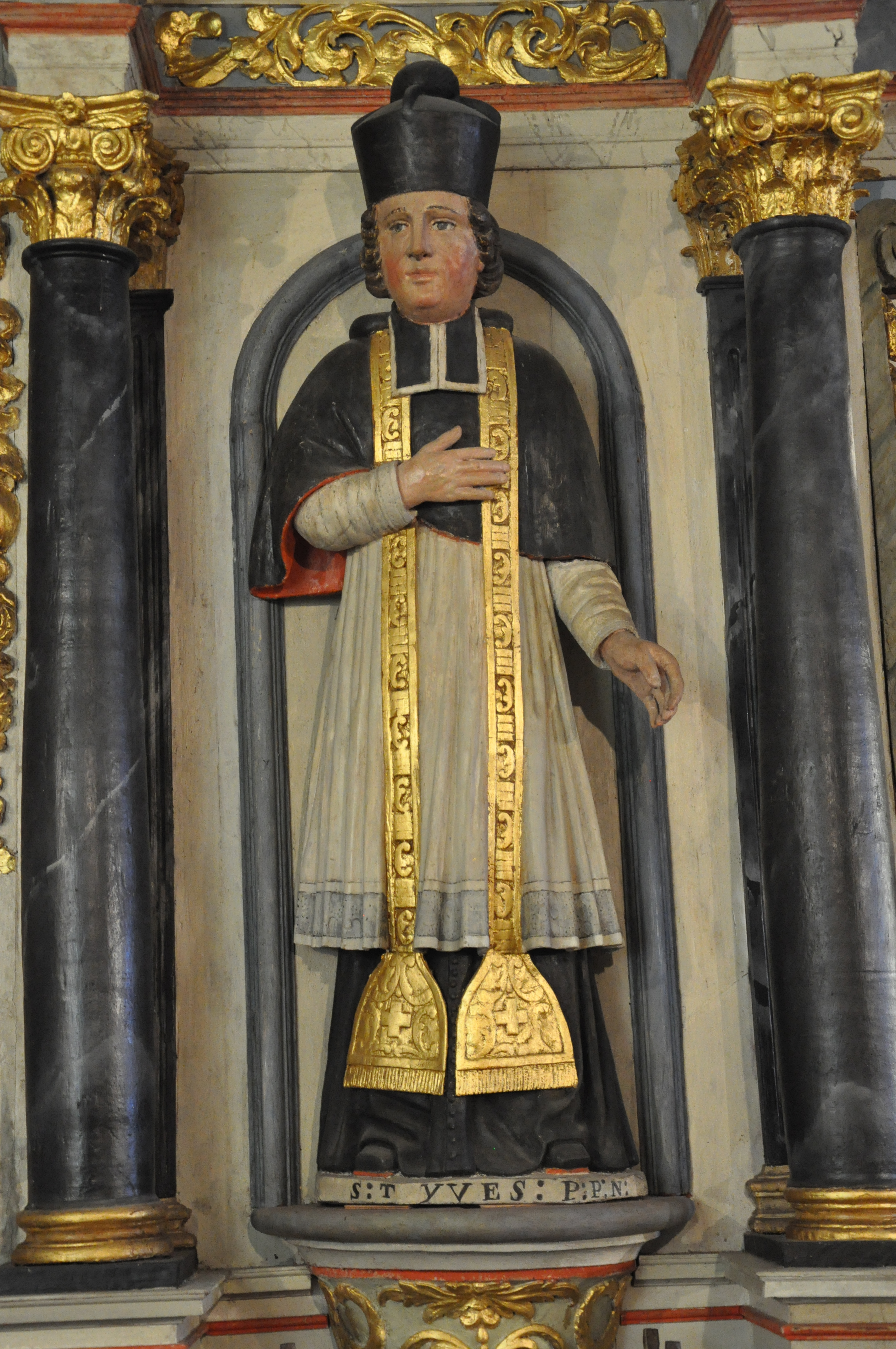
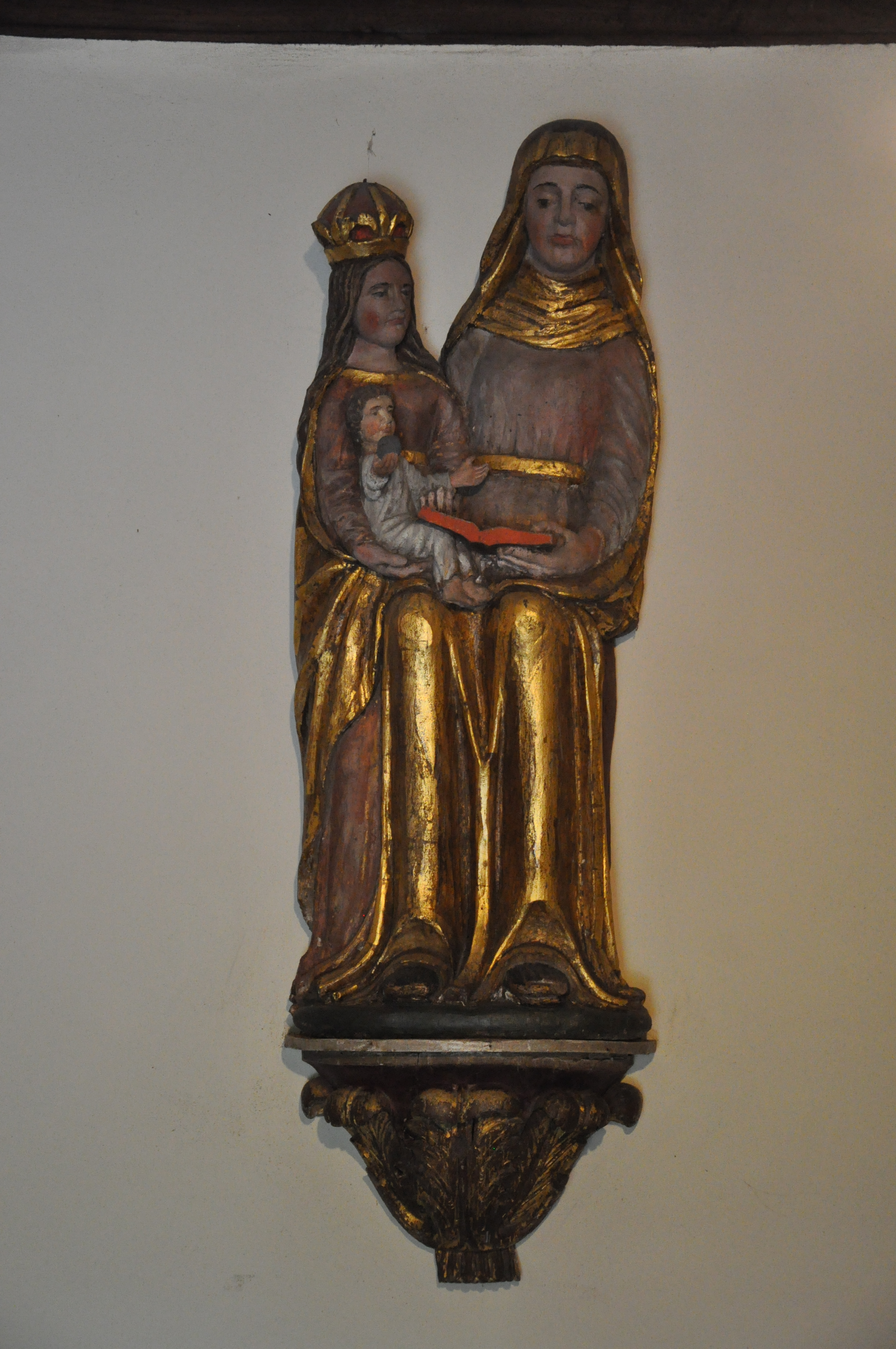
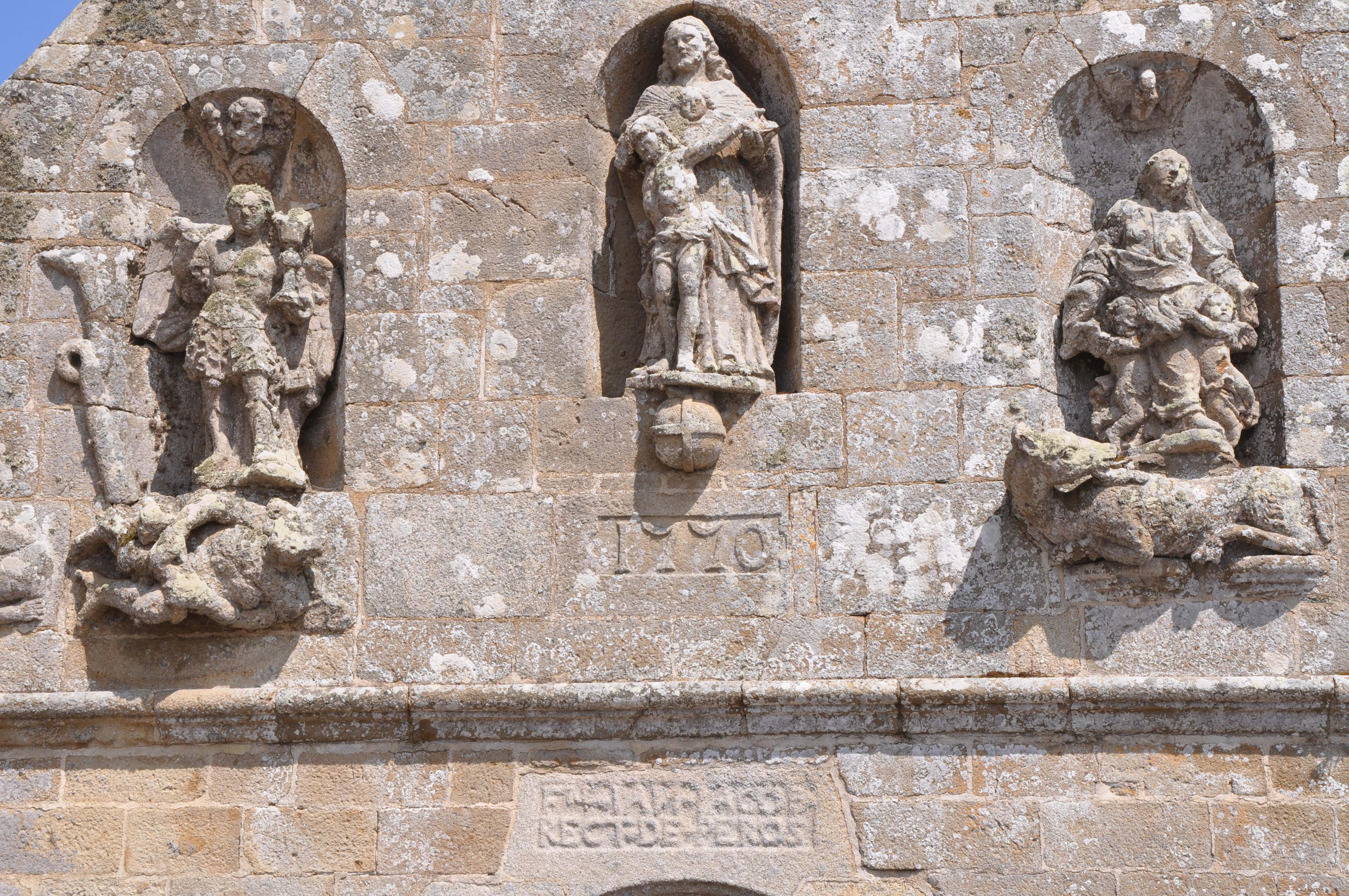
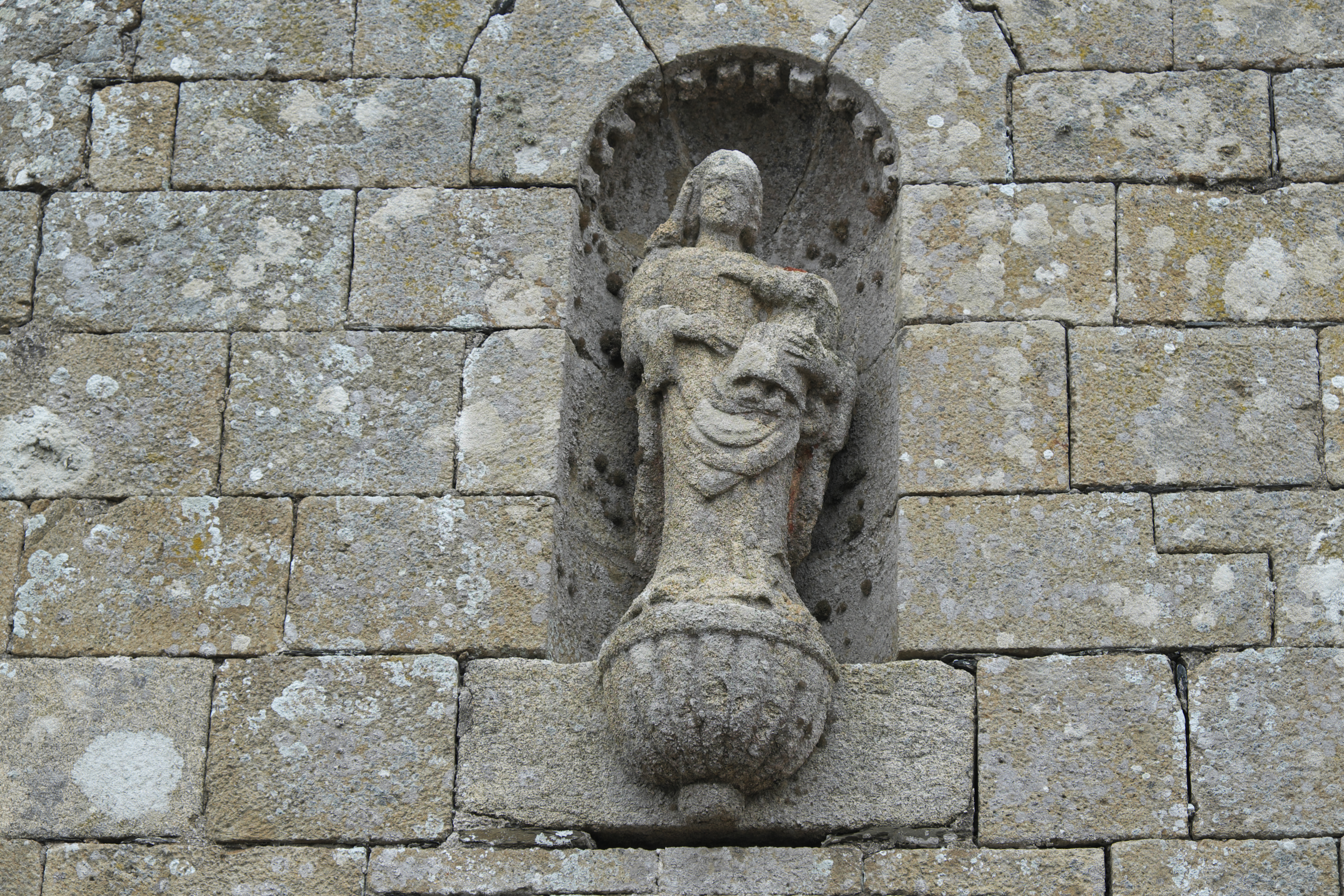
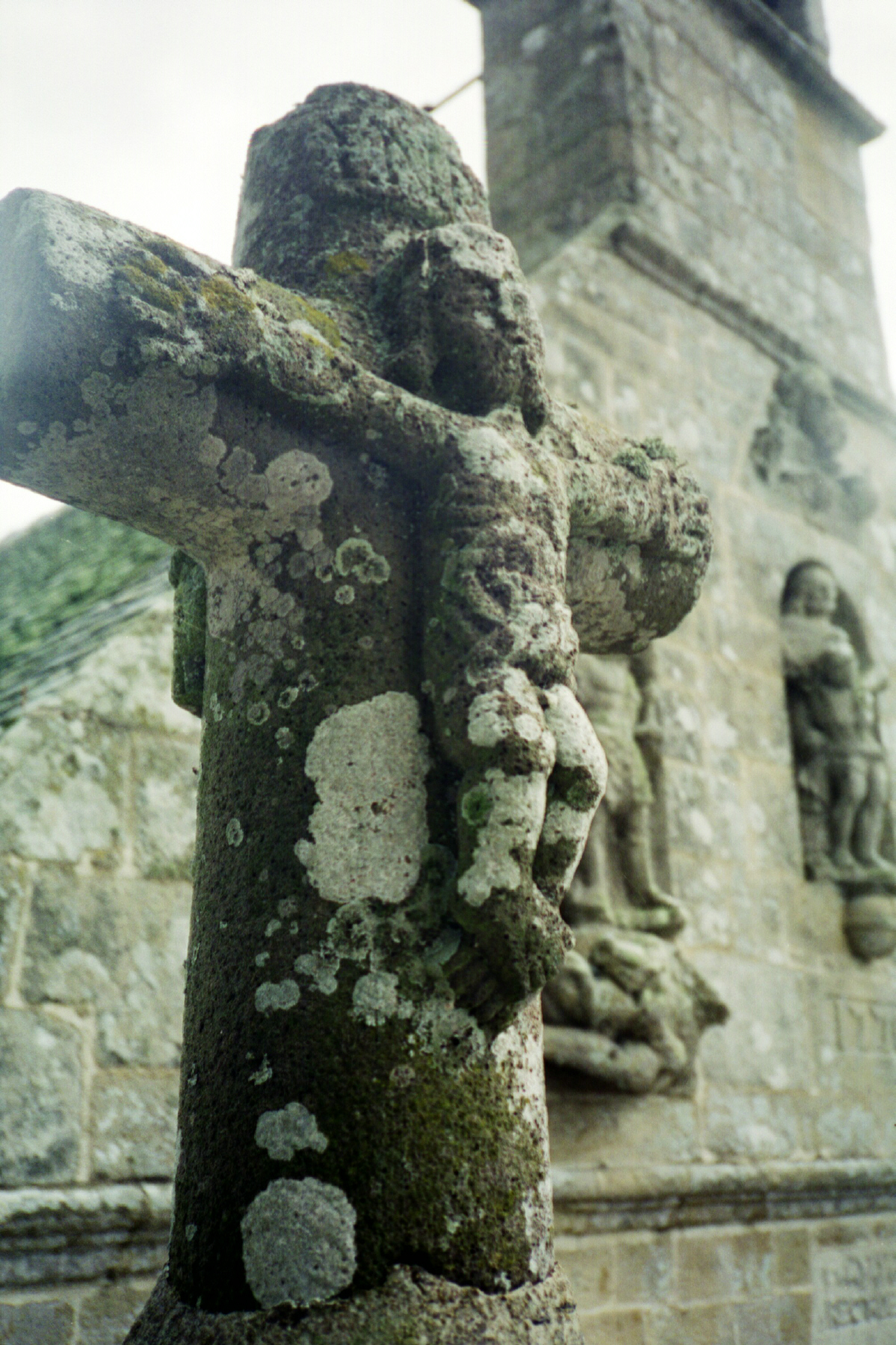